# Charles Taze Russell
Pour les articles homonymes, voir Charles Russell et Russell.
Charles Taze Russell, né le 16 février 1852 et mort le 31 octobre 1916, est un pasteur américain d'influence millerite. Il est le fondateur des Étudiants de la Bible et de la société Watchtower. Après son décès en 1916, sous son successeur Joseph Franklin Rutherford, l'évolution des croyances, enseignements et méthodes de Russell débouche sur deux schismes qui donnent naissance aux Amis de l'Homme et au Mouvement missionnaire intérieur laïque (en), tandis que l'organisation dirigée par Rutherford adopte en 1931 le nom de « Témoins de Jéhovah ».

## Enfance
Russell nait le 16 février 1852, à Allegheny (aujourd'hui située dans la ville de Pittsburgh). Il est le second fils de Joseph L. Russell et de Anne Eliza Birney, les deux de souche irlando-écossaise. Le père tient un magasin d’articles de confection à Allegheny (faubourg de Pittsburgh), et ses affaires prospèrent durant la jeunesse de Russell, d’où des créations de succursales.
La mère du jeune Charles, presbytérienne, semble avoir transmis à son fils une éducation profondément religieuse ; elle a assuré sa première formation chrétienne jusqu’à ce qu’elle meure, Charles n’ayant que neuf ans. Le jeune homme est instruit à la fois à l’école et par des précepteurs et commence à travailler au magasin de son père à onze ans.
Jeune, affecté par la mort de deux de ses frères, d'une sœur et de sa mère, il manifeste un esprit fortement religieux et étudie la Bible jusqu'à tard dans la nuit.
En 1868, membre de l'église congrégationalisme et de la YMCA, Russell s'interroge sur la question de la damnation et commence à sentir chanceler sa foi.

## Débuts des Étudiants de la Bible et rencontre avec Barbour
Vers 1870, Russell rencontre le prêcheur adventiste Jonas Wendell, qui ravive sa foi perdue. Ensuite, il entre en contact avec les idées de Georges Storrs, qui devient l'un de ses principaux maîtres. Storrs et George Stetson ont convaincu Russell que lors du millenium, tous, vivants ou ressuscités, auraient une possibilité de mériter la vie éternelle.
À partir de 1870, Russell forme, avec sa famille et quelques amis de Pittsburgh et d'Allegheny, un groupe qui serait comme une classe où on n'étudierait rien d'autre que la Bible mais à la lecture des publications des chrétiens adventistes, puis des adventistes de l'âge à venir, auxquels Storrs s'était rallié. Ceux-ci l'ont convaincu que les Juifs seraient restaurés en tant que peuple en Palestine. Jusqu'en 1876, ce sont des années de croissance pour le petit groupe d'Étudiants de la Bible qui se réunit à Allegheny.

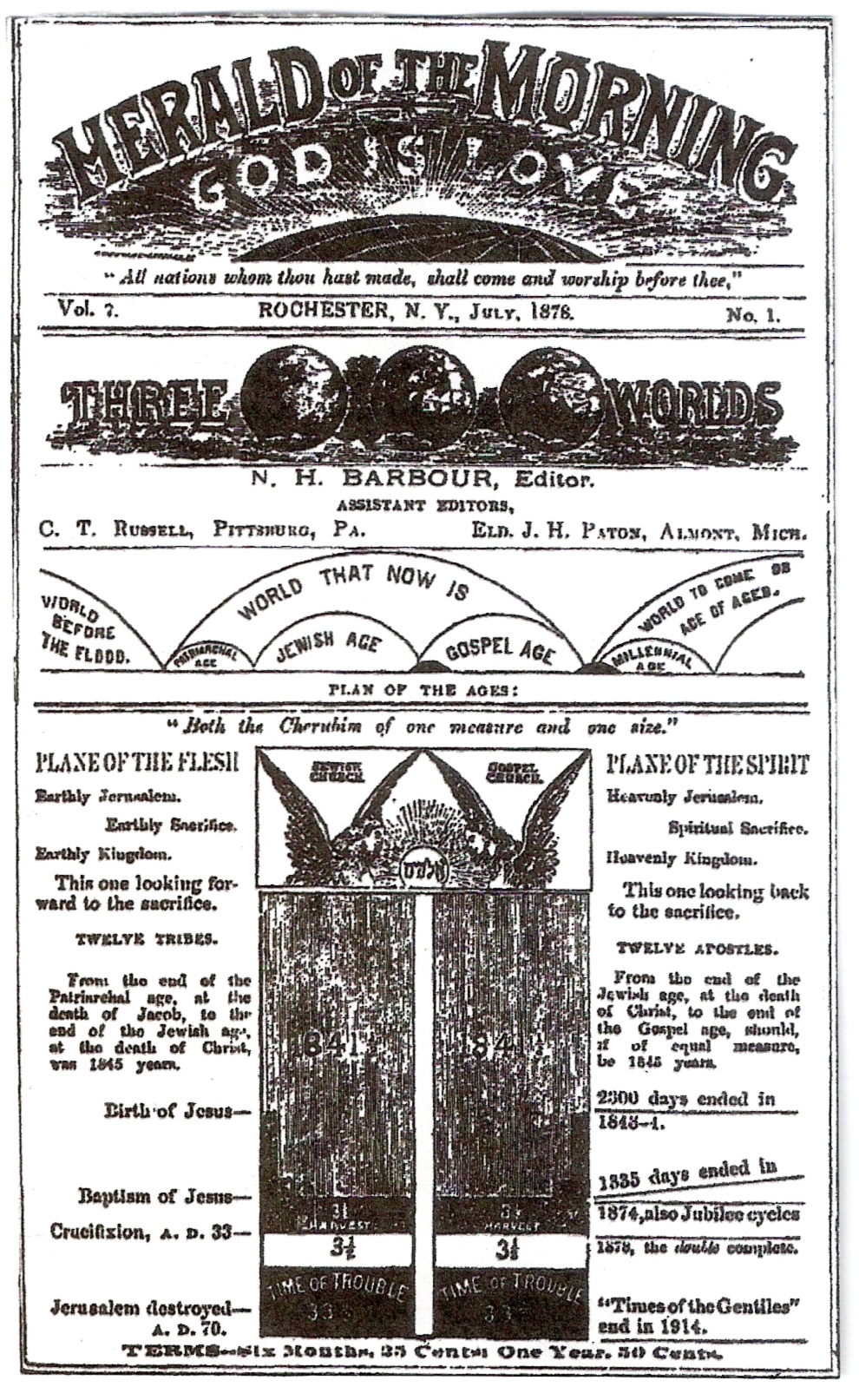
Herald of the Morning, juillet 1878

En 1876, Russell contacte Nelson Barbour, un prêcheur adventiste indépendant, propriétaire du journal Herald of the Morning. Il lui offre son soutien financier pour publier un livre de 196 pages, Three Worlds, and the Harvest of This World. (Traduction littérale : Les trois mondes, et la moisson de ce monde). Dans ce dernier, Russell reprend les théories annonçant la fin des temps : le Christ est de retour de façon invisible depuis 1874, et la destruction de toutes les institutions de ce monde suivie de l'établissement du Royaume de Dieu, est prévue pour 1914,. En collaboration avec lui, il annonce aussi l'imminence du Retour du peuple juif sur sa terre.
En 1877, il publie le livre Objet et manière du Retour de notre Seigneur, puis en 1878, le petit livre de 164 pages, Nourriture pour chrétiens réfléchis, qui sera publié comme le numéro de septembre 1881 dans La Tour de Garde de Sion. 1 400 000 exemplaires sont distribués.

## Rupture avec Barbour et fondation de la Watch Tower
En juillet 1879, à la suite d'un désaccord profond avec Barbour, il fait paraître le premier numéro du Zion's Watch Tower & Herald of Christ's Presence (La Tour de garde) en y expliquant cette séparation. Ce journal se présente comme soutenant particulièrement la rançon pour tous : il affirme que Jésus-Christ a donné sa vie en rançon pour tous les humains ayant foi en lui et que le seul moyen de salut est d'exercer la foi dans ce sacrifice.
Se fondant sur les calculs de Barbour, La Tour de garde annonce entre décembre 1880 et mai 1881 que les Étudiants de la Bible pourraient être enlevés au ciel en octobre 1914. Avant la date fatidique, Russell commence toutefois à nuancer ses propos. S'ensuit une rupture avec deux de ses principaux collaborateurs : Jones et Paton, qui fondent des publications concurrentes et entrainent avec eux une partie des Étudiants de la Bible.
En 1881, il publie les « Figures du Tabernacle » et fonde avec quelques amis la Watch Tower Society pour diffuser sa doctrine. En plus de La Tour de garde, celle-ci édite aussi entre 1886 et 1904 une série de six livres intitulés L'Aurore du Millénium, qui seront rebaptisés Études des Écritures en 1904.

## Schismes
Plusieurs schismes suivent les ruptures avec Barbour, Jones et Paton.
En 1894, des opposants s'attaquent à la réputation de Russell en l'accusant d'être impudique et d'accaparer les biens de ses fidèles. Ils l'accusent de leur interdire de se marier afin que la société Watchtower puisse bénéficier de leur patrimoine sans avoir à partager avec d'éventuels héritiers. Russell se sépare rapidement d'eux et l'affaire n'aura pas de suite.
Dès 1880, Russell impose l'idée que la rançon n'est pas seulement payée par le Christ (la tête), mais aussi par les 144 000 oints (le corps). Cela implique que la nouvelle alliance n'est pas encore entrée en vigueur, puisque tous les membres des 144 000 ne sont pas encore montés au ciel. Bien que cette doctrine soit controversée, Russell en rappelle les fondements en janvier 1907, ce qui provoque des réactions négatives. De plus, au début de l'année 1908, Russell tente d'imposer à tous les étudiants de la Bible un vœu de bonne conduite envers l'autre sexe. Malgré les protestations, le Pasteur est bien décidé à ne pas remettre en cause ces deux décisions, ce qui est pris comme une attitude autocratique de sa part. En 1909, plusieurs centaines d'étudiants de la Bible (sur un total d'environ 10 000) quittent le mouvement pour former un groupe connu sous le nom de « New Covenant Believers » (croyants de la nouvelle alliance).

## Mariage et séparation des époux Russell
En 1879, Russell épouse Maria Frances Ackley. Cette union restera stérile.
En 1894, Maria se plaint ouvertement des relations que son mari entretient avec Rose Ball, une jeune employée du siège central, et avec une servante du nom d'Emily. Ces affaires, entre autres choses, conduisent le couple à la séparation. Celle-ci est prononcée en 1906 et confirmée en appel en 1908.

## Critiques sur sa manière de diriger
Dès 1892, la manière de diriger de Russell est fortement critiquée par certains de ses proches collaborateurs. En 1893, un papier écrit par Otto van Zech, Elmer Bryan, J.B. Adamson, S.G. Rogers, Paul Koetitz, et d’autres, circule parmi les Étudiants de la Bible de Pittsburg. Celui-ci présente Russell comme un dictateur et un homme d’affaires avisé soucieux de collecter un maximum de fonds en vendant les livres l’Aurore du Millénium. Il est aussi accusé d’avoir trompé l’un des auteurs du papier pour faire du profit.
Pour se défendre et éviter que ces plaintes se répandent aux autres Étudiants de la Bible, Russell publie une brochure intitulée A Conspiracy Exposed and Harvest Siftings et la diffuse avec l’édition d’avril 1894 de la Tour de Garde de Sion. Dans cette brochure, il les accuse d’être « guidés par Satan dans une tentative de l’empêcher de faire son travail de ministre de la bonne nouvelle »,.

## L'affaire du blé miraculeux
En 1908, Russell fait publier par la société Watchtower l'annonce de la découverte d'un nouveau « blé-miracle » au rendement extraordinaire puisqu'il est multiplié par neuf par rapport au blé courant. Cela intéresse certains Étudiants de la Bible, qui achètent ce blé à prix d'or à Russell (60 fois le prix normal). En peu de temps, la société Watchtower encaisse 1 800$ grâce à ce commerce, mais un journal, le Brooklyn Daily Eagle, accuse Russell d'escroquerie, dans son édition du 22 mars 1911. Les années suivantes, le journal continue de rapporter régulièrement la fraude, si bien que Russell entame une procédure en diffamation. L'affaire est jugée au tribunal en 1913, Russell gagne le procès, et empoche la somme de 10 000 $,.

## La Photo-drame de la Création

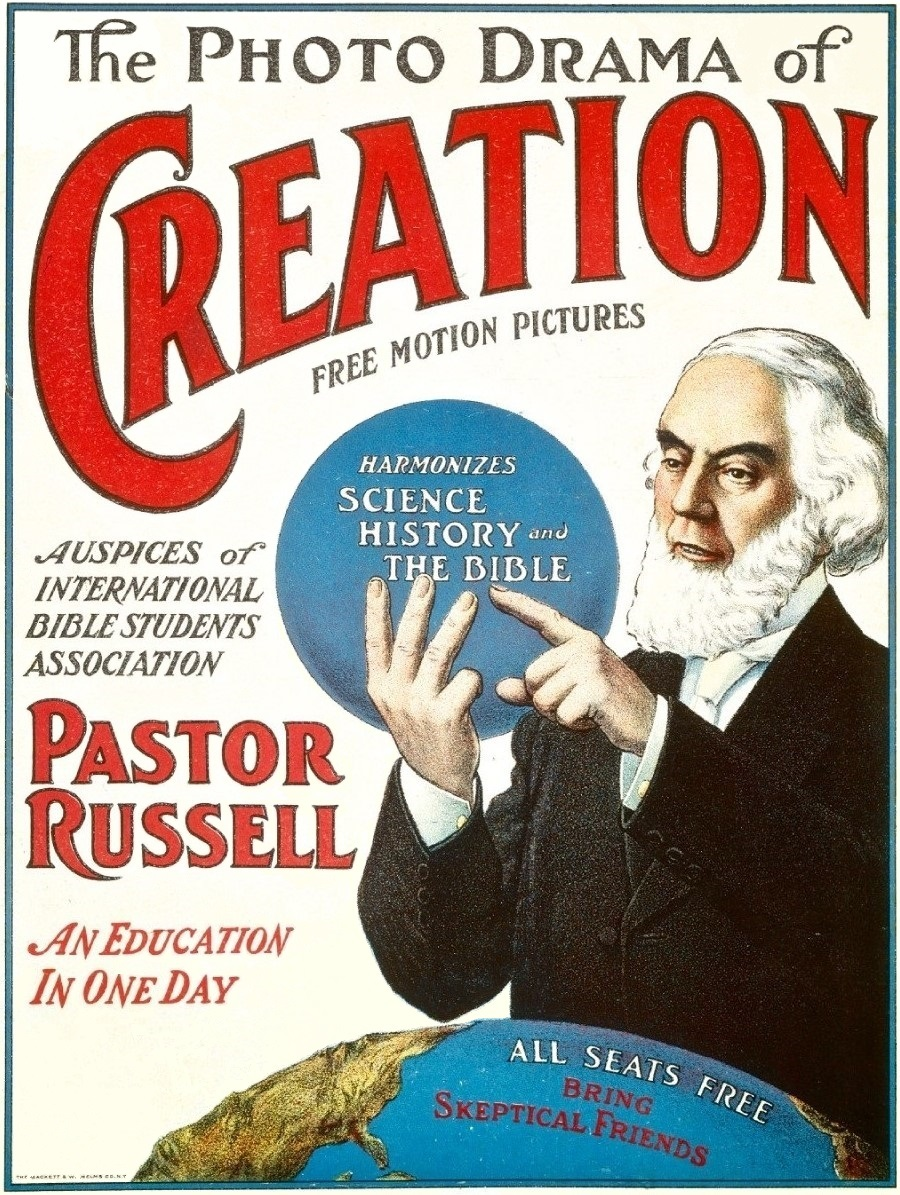

En 1914, Russell fait diffuser un film sonorisé, la Photo-drame de la Création, dans lequel il présente l'histoire biblique de la création du monde jusqu'à l'instauration du millénium.

## Points de vue sur la nécessité de conversion
À l'instar de George Storrs et des premiers adventistes qui l'ont influencé, Russell considère les Églises de la chrétienté comme la Babylone la Grande de l'Apocalypse.
Il pense, toutefois, qu'il est possible d'être engendré de l'Esprit Saint de la véritable Église, et d'obtenir ainsi le salut, tout en adhérant à l'une des institutions de la chrétienté (particulièrement au protestantisme).
Tout en déclarant qu'on n'a pas généralement observé la plus grande simplicité du Christ, sauf parmi les membres de l'Association des étudiants de la Bible, Russell estime qu'il incombe à chaque chrétien de quitter la confession chrétienne à laquelle il appartient, en particulier après 1881, pour s'associer aux autres véritables chrétiens, membres de la Nouvelle Création, à savoir les Étudiants de la Bible. Vers la fin de sa vie, Russell devient de plus en plus critique envers la plupart des religions, qu'il considère comme Babylone la Grande, la mère des prostituées. Toutefois, au départ, cette dernière ne concerne que les Églises de la chrétienté, en particulier l'Église catholique romaine.
Il estime cependant que la conversion n'est pas nécessaire pour les Juifs[réf. nécessaire], et dans ses études des textes bibliques, il considère que des centaines de textes se rapportant aux promesses faites aux Israélites ne se sont pas encore accomplis. Il s’intéresse alors ardemment à l’histoire des Juifs, passée, présente et future mais surtout à leur avenir. Très tôt, Russell s'intéressa au sionisme, et il publia en 1890 le livre Le Rétablissement d'Israël.
En 1892, il entreprend un voyage en Terre Sainte.

## Décès
Le 16 octobre 1916, Russell et son secrétaire Menta Sturgeon entament leur dernière tournée internationale de discours dans l'ouest et le sud-ouest des États-Unis. Après des haltes dans le Michigan, l'Illinois, le Kansas, le Texas et la Californie, Russell meurt le 31 octobre 1916 dans un train à Pampa au Texas, à l'âge de 64 ans.
La cérémonie funèbre est célébrée au Temple de New York ainsi qu'au Carnegie Hall de Pittsburgh. Sa tombe, à Allegheny, est une concession des membres du Béthel. L'oraison funèbre est prononcée par Paul S.L. Johnson, et publiée dans La Tour de garde du 1er décembre 1916.
Une biographie succincte de Russell ainsi que son testament sont également publiés dans La Tour de garde du 1er décembre 1916 (anglais) et mai 1917 (français), et dans le premier volume des Études des Écritures.

## Crise de succession
Après la mort de Russell, Joseph F. Rutherford, seul candidat, est élu à la présidence de la société Watch Tower en janvier 1917. Petit à petit, Rutherford abandonne l'usage des Études des Écritures et change plusieurs croyances, enseignements et méthodes de Russell. Le schisme qui en résulte donne naissance aux Amis de l'Homme, à l'Association des étudiants de la Bible .
Le Pasteur Russell n'est donc pas, strictement parlant, le fondateur des « Témoins de Jéhovah ». Il est bien le fondateur de la société Watchtower, qui est utilisée encore aujourd'hui par ce mouvement, mais le nom n'est adopté qu'en 1931, alors que Russell meurt en 1916.

## Polémiques et controverses

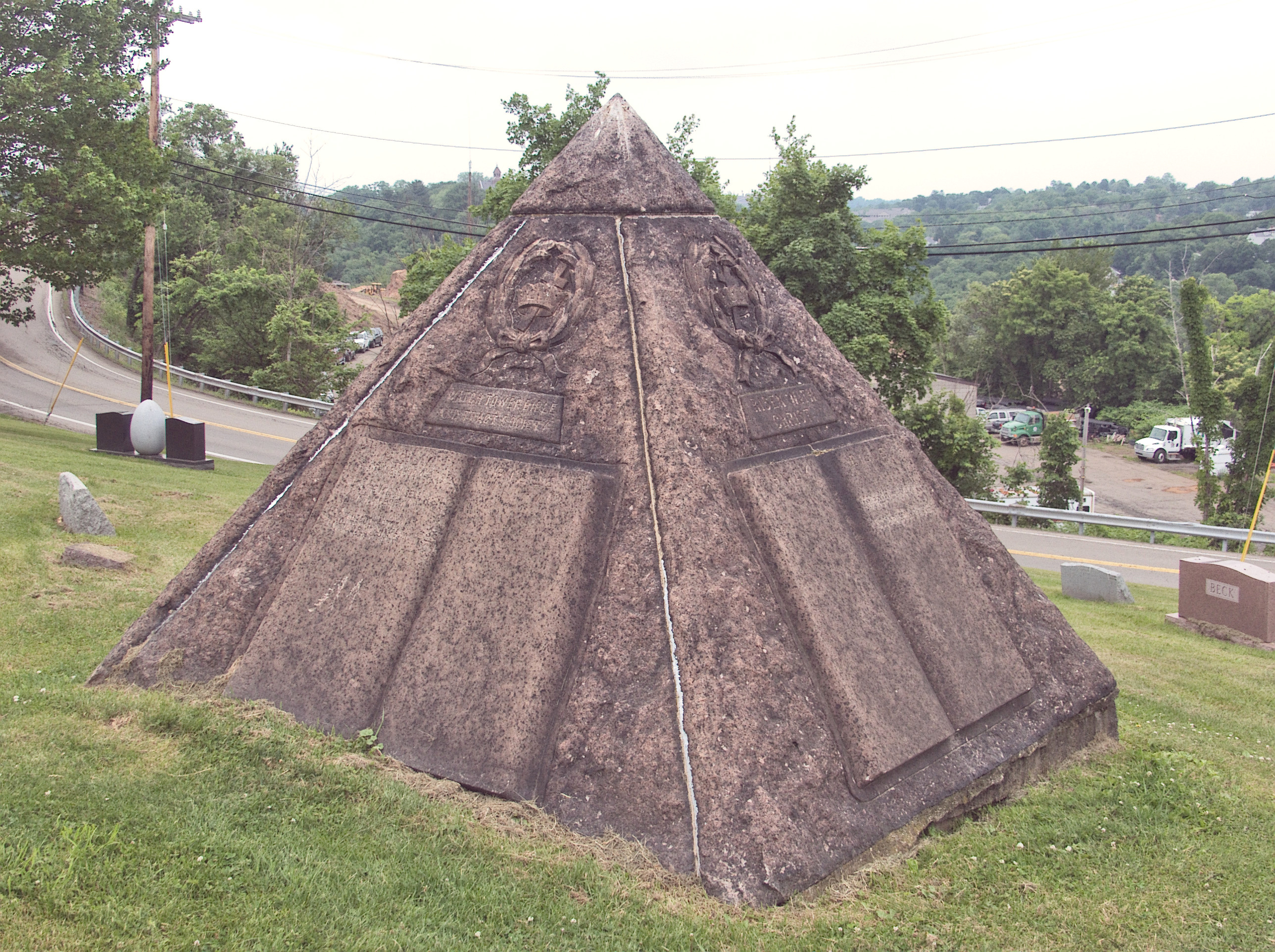
Monument commémoratif pour Charles Taze Russell, près de sa tombe.

Différentes polémiques concernant une éventuelle appartenance de Charles Taze Russell à la franc-maçonnerie ont eu lieu, relayées par plusieurs écrivains dont Lady Queenborough (Edith Star Miller) dans "Occult Theocracy" publié posthumément dans les années 1930 ou l'Américain Fritz Springmeier en 1990, puis se sont prolongées à partir de 1998 sur l'Internet francophone entre des personnes qui considèrent que sa vie et son lieu de sépulture contiennent les preuves de son appartenance maçonnique[réf. nécessaire] et d'autres qui réfutent ces arguments. Cette affiliation est cependant réfutée par des sources franc-maçonnes.
Une étude du CESNUR a analysé, au-delà du cadre de théorie du complot développée par Springmeier, ses arguments sur une éventuelle appartenance de Russell à la franc-maçonnerie. Elle en conclut que cette appartenance n'est pas prouvée, mais qu’une influence maçonnique sur sa doctrine est cependant évidente, Russell ayant côtoyé un milieu où la franc-maçonnerie était répandue. Selon cette étude, des symboles comme la croix et la couronne employés par les Étudiants de la Bible sont effectivement présents dans certains courants de la franc-maçonnerie, mais également dans d'autres mouvements de la « nouvelle religiosité » de cette époque, y compris anti-maçons.